# Bohdan Petecki
Bohdan Petecki (Krakkó, 1931. július 5. - Katowice, 2011. november 23.) lengyel tudományos-fantasztikus és ifjúsági író, újságíró.

## Élete
A Jagelló Egyetemen előbb keleti tanulmányokat, majd 1956 és 1957 közt filozófiát hallgatott. 1959-ben költözött Katowicébe, ahol újságíróként kezdett dolgozni. 1961-ben belépett a Lengyelországi Egyesült Munkáspártba. Újságíróként főleg társadalmi és gazdasági kérdésekről írt- A katowicei rádió főszerkesztőhelyettese volt, ahol saját riportsorozatot vezetett. A Panorama című magazin főszerkesztőhelyettesi tisztét is betöltötte. 1976-ban lépett be a Lengyel Írószövetségbe. 1976-ban felhagyott az újságírással, s az csak az irodalommal foglalkozott. 1986 és 1989 közt a megújult Lengyel Írószövetség katowicei fiókja alelnöke volt. 
Tucatnyi rádiójáték és egy tévékrimi, a Niespodziewany gość (1968) szerzője. Jan Bernard és Jan Artur Bernard álnéven három bűnügyi regényt is publikált. Első tudományos-fantasztikus regénye, a W połowie drogi (1971) volt. Munkáit szlovák és magyar nyelvre is lefordították. Eleinte hagyományos, a klasszikus űropera jegyeit magukon viselő sci-fit írt, de később a részben kedvezőtlen kritikák miatt inkább ifjúsági regényeket kezdett írni. Fantasztikus műveiben főleg az ember és az idegen civilizációk közti érintkezés témájával, illetve az emberiség társadalmi és technikai fejlődésének lehetőségeivel, problémáival foglalkozott.

## Magyarul megjelent művei
- Messier 13 (regény, Kozmosz Fantasztikus Könyvek sorozat, Móra kiadó, 1981, ISBN 9632114183)
- A, B, C… huszonnégy (novella, Galaktika 41., 1981)

## Fordítás
- Ez a szócikk részben vagy egészben  a   Bohdan Petecki című lengyel Wikipédia-szócikk ezen változatának fordításán alapul.  Az eredeti cikk szerkesztőit annak laptörténete sorolja fel. Ez a jelzés csupán a megfogalmazás eredetét és a szerzői jogokat jelzi, nem szolgál a cikkben szereplő információk forrásmegjelöléseként.